# Campionato europeo femminile di pallacanestro Under-16 2005
Il Campionato europeo femminile di pallacanestro Under-16 2005 (noto anche come FIBA EuroBasket Women Under-16 2005) si è svolto in Polonia, a Poznań.

## Classifica finale
| Campione d'Europa | Campione d'Europa   | Campione d'Europa |
| ----------------- | ------------------- | ----------------- |
| Spagna            |                     |                   |
| Argento           | Francia             |                   |
| Bronzo            | Polonia             |                   |
| 4.                | Turchia             |                   |
| 5.                | Russia              |                   |
| 6.                | Ucraina             |                   |
| 7.                | Rep. Ceca           |                   |
| 8.                | Serbia e Montenegro |                   |
| 9.                | Lituania            |                   |
| 10.               | Croazia             |                   |
| 11.               | Ungheria            |                   |
| 12.               | Bielorussia         |                   |
| 13.               | Grecia              |                   |
| 14.               | Belgio              |                   |
| 15.               | Italia              |                   |
| 16.               | Bulgaria            |                   |